# Бархатна книга
Ба́рхатна кни́га, (Оксамитова книга) — родовід старих російських дворянських родів. Назва від оксамитової (рос. бархатной) оправи книги. Складається з «Государева родословця» середини 16 століття і додатків, зроблених після скасування намісництва в 1682 р..
Видана М. І. Новиковим у 1787 р..
Бархатна книга — важливе історичне джерело для вивчення соціального складу дворянства.
Після 1807 р. існувала також бархатна книга для купецьких родів.